# Гонсалес, Гайла
Гайла Сенаида Гонсалес Лопес (исп. Gaila Ceneida González López; род. 25 июня 1997, Санто-Доминго, Доминиканская Республика) — доминиканская волейболистка, диагональная нападающая.

## Биография
Гайла Гонсалес родилась в Санто-Доминго в семье тренера по боксу Габриэля Гонсалеса и Кении Лопес. Волейболом начала заниматься в 13-летнем возрасте в столичном Олимпийском центре имени Хуана Пабло Дуарте. В 2015 заключила свой первый профессиональный контракт с клубом «Мирадор». В 2016—2017 выступала за пуэрто-риканский «Капиталинас де Сан-Хуан», а затем вернулась в Доминиканскую Республику. В 2018—2022 играла в Турции, а в 2022 подписала контракт с российским «Динамо-Ак Барсом».
В 2012—2018 Гонсалес выступала за доминиканские сборные различных возрастов, причём в 2012 и 2013 годах играла сразу за три команды — юниорскую, молодёжную и старшую молодёжные сборные. В их составах 13 раз становилась победителем и призёром международных соревнований мирового и континентального уровня.
С 2015 является игроком национальной сборной Доминиканской Республики. В её составе дважды становилась чемпионкой NORCECA, трижды — победителем розыгрышей Панамериканского Кубка, дважды — чемпионкой Панамериканских игр и в 2018 — победителем Центральноамериканских и Карибских Игр. Принимала участие в Олимпийских играх 2021, чемпионате мира 2018, розыгрыше Кубка мира 2019, а также в Гран-при и Лиге наций. 

### Клубная карьера
- 2015—2016 —  «Мирадор» (Санто-Доминго);
- 2016—2017 —  «Капиталинас де Сан-Хуан» (Сан-Хуан);
- 2017—2019 —  «Кристо Рей» (Санто-Доминго);
- 2018—2019 —  «Айдын Бююкшехир» (Айдын);
- 2019—2020 —  «Чан Генчлик Кале» (Чанаккале);
- 2020—2022 —  «Сигорта Каледжик»/«Мерт Груп Сигорта» (Анкара);
- 2022—2023 —  «Динамо-Ак Барс» (Казань);
- 2023—2024 —  «Кузейбору» (Аксарай);
- с 2024 —  «Динамо-Ак Барс» (Казань).

## Достижения

### С клубами
- серебряный (2018) и бронзовый (2019) призёр чемпионата Доминиканской Республики.
- серебряный призёр чемпионата России 2025.
- победитель розыгрыша Кубка России 2024;
  - серебряный призёр Кубка России 2025.
- обладатель Суперкубка России 2024.

- серебряный призёр розыгрыша Кубка вызова ЕКВ 2019.

### Со сборными Доминиканской Республики
- 3-кратная чемпионка NORCECA — 2019, 2021, 2023;
  - серебряный призёр чемпионата NORCECA 2015.
- двукратная чемпионка Панамериканских игр — 2019, 2023;
- 3-кратный победитель розыгрышей Панамериканского Кубка — 2021, 2022, 2025;
  - 3-кратный серебряный призёр Панамериканского Кубка — 2017, 2018, 2019.
- чемпионка Центральноамериканских и Карибских игр 2018.
- чемпионка Боливарианских игр 2017.
- серебряный (2013) и бронзовый (2015) призёр чемпионатов мира среди старших молодёжных команд.
- 4-кратный победитель розыгрышей Панамериканского Кубка среди старших молодёжных команд — 2012, 2014, 2016, 2018.
- чемпионка мира среди молодёжных команд 2015.
- чемпионка (2012) и бронзовый призёр (2014) молодёжного чемпионата мира NORCECA.
- победитель (2015) и серебряный призёр (2013) розыгрышей Панамериканского Кубка среди молодёжных команд.
- серебряный призёр чемпионата NORCECA среди девушек 2012.
- серебряный призёр розыгрыша Панамериканского Кубка среди девушек 2013.

### Индивидуальные
- 2014: лучшая диагональная молодёжного чемпионата NORCECA.
- 2015: MVP и самая результативная Панамериканского Кубка среди молодёжных команд.
- 2018: лучшая диагональная чемпионата Доминиканской Республики.
- 2018: лучшая диагональная Центральноамериканских и Карибских игр.
- 2018: MVP и лучшая диагональная Панамериканского Кубка среди старших молодёжных команд.
- 2021: лучшая на подаче розыгрыша Панамериканского Кубка.
- 2021: MVP, лучшая диагональная и  самая результативная чемпионата NORCECA 2021.
- 2022: лучшая диагональная розыгрыша Панамериканского Кубка.
- 2025: MVP розыгрыша Панамериканского Кубка.